# Proliferacja (politologia)
Uzasadnienie: Ten sam temat
Proliferacja (z fr. prolifération od proliférer „mnożyć się” z łac. proles dpn. prolis „potomek, potomstwo” i ferre „nieść”) 
– zjawisko przemytu, transferu, rozprzestrzeniania broni masowego rażenia. Od początku zaistnienia problemu podejmowane są liczne próby jego powstrzymywania. Do tego rodzaju działań należą m.in. Układ o nierozprzestrzenianiu broni jądrowej (NPT) z 1968 oraz Inicjatywa na rzecz bezpieczeństwa w kontekście proliferacji broni masowego rażenia z 2003 roku.